# Strongylognathus alboini
Strongylognathus alboini é uma espécie de insecto da família Formicidae.
É endémica de Itália.